# Uvariodendron calophyllum
Uvariodendron calophyllum är en kirimojaväxtart som beskrevs av Robert Elias Fries. Uvariodendron calophyllum ingår i släktet Uvariodendron och familjen kirimojaväxter. Inga underarter finns listade i Catalogue of Life.